# Comunità Capi
La Comunità Capi (spesso abbreviata in Co.Ca. o CoCa) è il gruppo di soci adulti dell'Associazione Guide e Scouts Cattolici Italiani (AGESCI) che si impegna nella gestione di un gruppo scout e nell'educazione dei ragazzi in un ambiente caratterizzato dalla condivisione dalla corresponsabilità e dalla solidarietà reciproca.

## Struttura
La comunità capi è formata da un numero variabile di adulti (dai 5-6 ai 20-30) di età superiore ai 20 anni, tra i quali almeno uno deve essere in possesso di nomina a capo. Al suo interno non esiste gerarchia e tutti gli adulti hanno pari valore e dignità. Gli adulti e i Capi della comunità capi devono aderire alle scelte e alle linee guida che AGESCI ha espresso nel Patto Associativo.

## I compiti
La comunità capi ha la responsabilità educativa dei ragazzi (i soci giovani) che le vengono affidati ed ha i fondamentali compiti di:
- stesura del Progetto Educativo di gruppo
- formazione dei capi, sia nell'Iter obbligatorio sia nella formazione permanente
- nomina e delega dei capi responsabili delle singole unità
- coordinamento e armonizzazione dell'azione educativa delle singole unità

## Incarichi
In relazione all'attività educativa in un gruppo scout si distinguono, tra gli adulti in servizio educativo e i capi della comunità capi:
- capigruppo
- responsabili di unità o capounità
- aiuto capounità

I soli incarichi educativi attivi e di quadro associativo conferiscono diritto di voto nelle strutture deliberative dell'associazione; i Capi non aventi alcun incarico in Co.Ca. hanno solo elettorato passivo. I soci adulti non aventi alcun incarico in Co.Ca. hanno solo diritto di parola nelle riunioni degli organismi deliberativi

### Capigruppo
Tali figure, chiamati secondo una denominazione poco datata e scorretta anche Animatori di Comunità Capi, coordinano la vita della Co.Ca. della quale sono parte, operando quali primus inter pares. Sono in numero di due, uomo e donna, in base al principio della diarchia che caratterizza le strutture educative dell'AGESCI ed hanno la rappresentanza legale del gruppo.

### Capiunità
Sono responsabili (su mandato della Comunità capi) della direzione educativa di una delle unità di cui il gruppo è formato. Sono sempre in numero di due per ogni unità mista. Sono affiancati eventualmente da uno staff. L'AGESCI richiede che siano rette da Capi. Nel caso non sia possibile capi brevettati nella direzione di unità il Regolamento Organizzazione permette di nominare temporaneamente capi che devono ancora completare l'iter formativo, per periodi di non più di due anni per ogni fase dell'iter di formazione del capo.

### Aiuto capounità
Affiancano i capiunità nella gestione di un'unità del gruppo e condividono con questi, quali membri del loro staff la responsabilità (delegata) dell'educazione dei ragazzi. Spesso sono i capi più giovani dello staff, che devono completare l'iter di formazione. Possono essere anche capi tirocinanti, cioè capi entrati da poco nella Comunità capi e che stanno completando un anno di formazione base all'essere educatore in AGESCI.

#### Maestri dei Novizi
Oltre ai Capiunità ed agli Aiuto capounità, nella Branca Rover e Scolte (o Branca R/S) ci sono anche i Maestri dei Novizi, capi operanti nella particolare struttura della Branca R/S che si chiama Noviziato ed accoglie i ragazzi di 16-17 anni di età per un anno di decantazione tra la branca Esploratori e Guide e la branca Rover e Scolte. Tali capi, pur essendo, per responsabilità e funzioni, del tutto paragonabili ai capiunità, sono inquadrati formalmente tra gli aiuto capounità.

## Storia
La Comunità Capi viene introdotta nell'Associazione Scouts Cattolici Italiani (ASCI) negli anni settanta. Nel 1974 l'ASCI si fonde con l'AGI e nasce l'Associazione Guide e Scout Cattolici Italiani (AGESCI). In questa nuova associazione la Comunità Capi divenne subito il fulcro della formazione permanente e della vita democratica. Inizialmente, il ruolo di "animatore della Comunità Capi" era distinto da quello di "Capogruppo", ma col tempo si vide che questa soluzione non funzionava, e le due figure furono unificate.
Un'altra novità dell'AGESCI rispetto all'ASCI fu la netta distinzione fra educandi ed educatori; solo questi ultimi facevano parte della Comunità Capi, mentre i Rover e le Scolte erano considerati "educandi" anche quando avevano incarichi di servizio davanti ai ragazzi. Infatti, col tempo, fu abolita la possibilità di avere Rover o Scolte come capiunità o aiuto capounità.